# 온두라스노랑어깨박쥐
온두라스노랑어깨박쥐(Sturnira hondurensis)는 주걱박쥐과(신세계잎코박쥐과)에 속하는 박쥐의 일종이다. 엘살바도르와 과테말라, 온두라스, 멕시코, 니카라과에서 발견된다. 이전에는 고지대노랑어깨박쥐의 이명으로 간주했지만, 현재는 별도의 종으로 인식하고 있다.